# Villeveyrac
Villeveyrac è un comune francese di 3 020 abitanti situato nel dipartimento dell'Hérault nella regione dell'Occitania.

## Società

### Evoluzione demografica
Abitanti censiti